# Tyrannoneustes

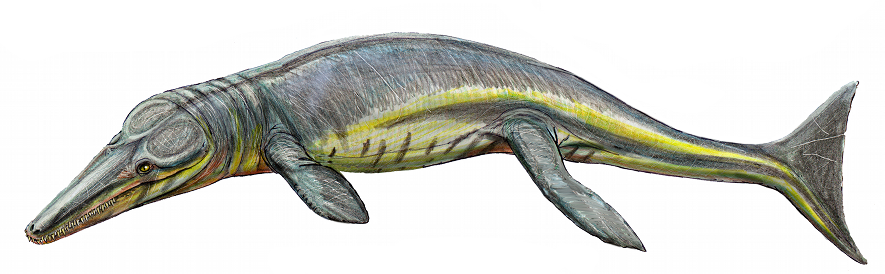
Recreación en vida.

Tyrannoneustes es un género extinto de crocodiliforme marino perteneciente a la familia de los metriorrínquidos y a la subfamilia de los geosaurinos, que vivió durante el Jurásico Medio en la Formación Oxford Clay de Inglaterra. Abarca solo a una especie, Tyrannoneustes lythrodectikos, nombre que en griego significa "nadador tirano, de mordida sangrienta". El género fue redescubierto después de que el fósil estuviera un siglo en almacenamiento en el sótano de un museo después de habe sido descubierto por el coleccionista de fósiles Alfred Leeds entre los años 1907 a 1909. Su mandíbula inferior medía cerca de 66 centímetros de largo y poseía dientes similares a cuchillos, probablemente constituidos para atacar a presas tan grandes como el mismo animal o aún mayores, tal como otros grandes metriorrínquidos depredadores del Jurásico Superior como Dakosaurus, Torvoneustes y Plesiosuchus.